# アントニオ・デ・ブルガダ
アントニオ・デ・ブルガダ（Antonio de Brugada、1804年12月5日 - 1863年2月17日）はスペインの画家である。海洋画を描いた。フランシスコ・デ・ゴヤの死後、ゴヤの「黒い絵」などの作品目録を作ったことでも知られる。

## 略歴
マドリードに生まれた。王立サン・フェルナンド美術アカデミーで学び、1821年に卒業した。1823年にスペインで政変があり、自由主義的な活動をしていたブルガダはフランスのボルドーに亡命することになり、その少し後にボルドーに亡命してきた78歳のフランシスコ・デ・ゴヤと知り合い、友人となった。1828年にゴヤがボルドーで亡くなった後、ブルガダはスペインに帰国し、コヤの息子の依頼で、ゴアが1820年から1823年まで住んだ別荘、「聾者の家」(Quinta del Sordo)でゴヤの作品の目録作りに従事した。再び、フランスに戻り1834年までフランスに滞在した。
風景画や、歴史上の海戦などを題材に海洋画を描いた。1856年と1858年のスペイン全国展(Exposición nacional)に出展し、佳作を受賞した。1833年に王位に就いたスペイン女王イサベル2世によって宮廷画家に任じられた。
作品はマドリードの海事博物館などに収蔵されている。

## 作品

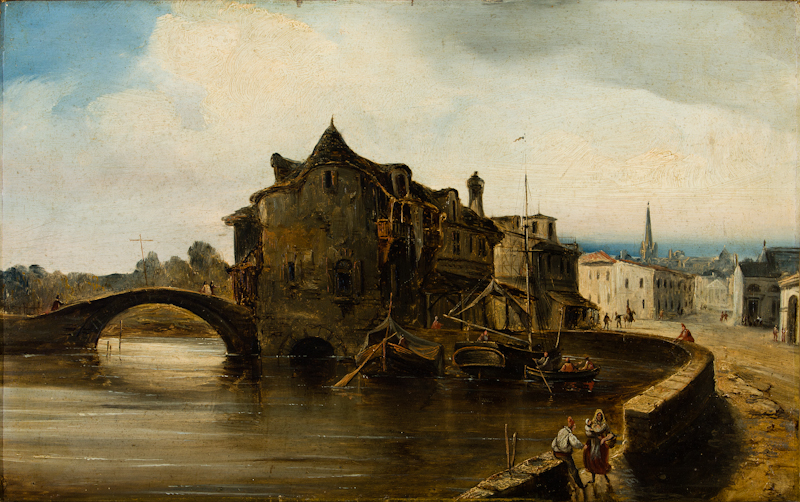
フランスの町と河川港の眺め
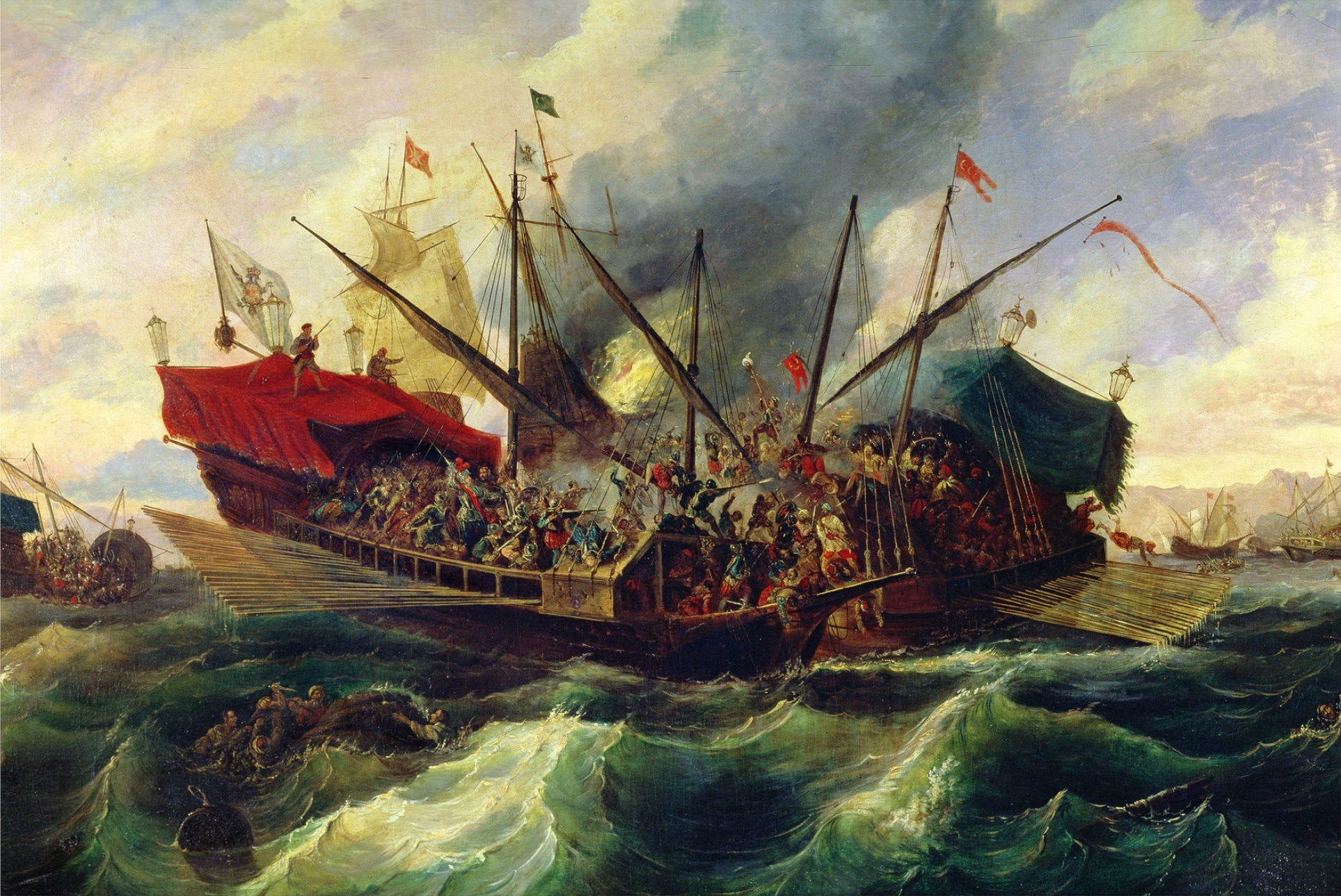
「レパントの海戦」
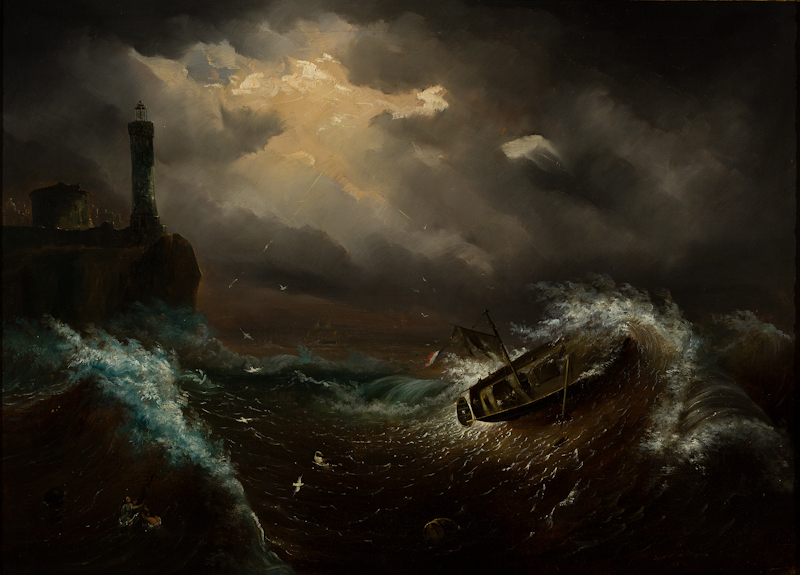
灯台と難破船
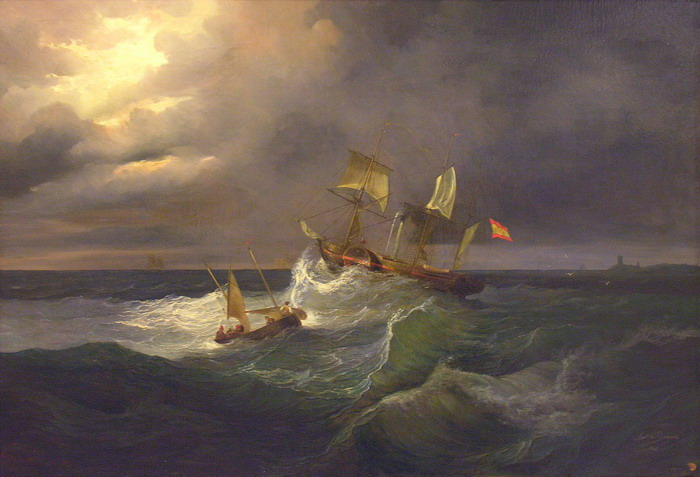
波浪のなかの汽船イザベル2世号